# آندرانیکوس پانونیا
آندرانیکوس پانونیا (یونانی: Ἀνδρόνικος؛ – ۱ ژانویه ۰۱۰۰) یک قدیس مسیحی بود که نام او توسط پولس رسول در طی نگاشتن رساله رومیان ذکر شده‌است. آندرانیکوس اسقف منطقه پانونیا در امپراتوری روم بود.

## عهد جدید
نام آندرانیکوس در عهد جدید در رساله رومیان باب ۱۶ آیه ۷ آمده است.